# باربارا هنبرگر
باربارا هنبرگر (انگلیسی: Barbara Henneberger; ۴ اکتبر ۱۹۴۰ – ۱۲ آوریل ۱۹۶۴) اسکی‌باز آلپاین اهل آلمان بود.
وی همچنین برندهٔ جوایزی همچون برگ بوی نقره‌ای شده‌است.